# Claudio Puechagut
Claudio Ricardo Puechagut (n. Morrison, Provincia de Córdoba, Argentina; 11 de abril de 1978) es un exfutbolista argentino que jugaba de delantero.

## Trayectoria
Claudio Ricardo Puechagut se inició en las inferiores de San Lorenzo de Almagro. En 1997 fue invitado por Jorge Castelli a la pretemporada del plantel de primera, en donde compartió vestuario con grandes jugadores como Federico Lussenhoff, Damián Manusovich, Néstor Gorosito, Sebastián Abreu, Iván Ramiro Córdoba y Guillermo Franco entre otros. Sin embargo, a Puechagut nunca le llegó la oportunidad de debutar con el plantel del primera división.
En el año 2000 llegó al fútbol mexicano con el Puebla Fútbol Club de la mano de su compatriota Patricio Hernández. No obstante, en el cuadro de la 'Franja' no recibió las mejores oportunidades. A su salida de Puebla, Puechagut tuvo que jugar con un equipo de la segunda categoría del fútbol mexicano llamado Brujos de San Sebastián.
Tras la desaparición del Atlético Celaya en 2003, la Federación Mexicana de Fútbol anunciaba el nacimiento de una nueva franquicia en la Primera División de México; los Colibríes de Xochitepec. Fue así que a Puechagut le llegó la oportunidad de su carrera como futbolista profesional. Debutó en la jornada 1 del Clausura 2003 ingresando de cambio en el segundo tiempo durante el partido que su equipo ganó por 3 goles a 1 ante el Club Universidad Nacional en el Estadio Olímpico Universitario de la Ciudad de México. Acumuló un total de 6 juegos disputados con el cuadro moreliense, teniendo participación también ante Monterrey, Toluca, Guadalajara, Santos Laguna y Atlante FC. Sin poder encontrar equipo tanto en Primera División ni en Primera 'A', Puechagut continuó su carrera con los Coyotes de Cocoyoc de las ligas moleras morelienses de México, donde en una entrevista aseguró que ganaba 1250 pesos por partidos más un bono de 100 por gol.
En 2007 regresó a la Argentina y continuó su carrera en clubes modestos como Defensores Juventud de Justiano Posse y Club Unión de Morrison de la Liga Bellevilense de Fútbol.

## Clubes
| Club                                 | País      | Año       |
| ------------------------------------ | --------- | --------- |
| San Lorenzo de Almagro               | Argentina | 1997-1999 |
| Puebla FC                            | México    | 2000      |
| Brujos de San Sebastián              | México    | 2001-2002 |
| Colibríes de Morelos                 | México    | 2003      |
| Coyotes de Cocoyoc                   | México    | 2003-2006 |
| Defensores Juventud (Justiano Posse) | Argentina | 2007-2008 |
| Club Unión (Morrison)                | Argentina | 2008-2009 |